# Dan Calichman
Dan Calichman (Nova York, Estats Units, 21 de febrer de 1968) és un futbolista estatunidenc. Va disputar 2 partits amb la selecció dels Estats Units.

## Estadístiques
| Selecció dels Estats Units | Selecció dels Estats Units | Selecció dels Estats Units |
| Anys                       | Partits                    | Gols                       |
| -------------------------- | -------------------------- | -------------------------- |
| 1997                       | 2                          | 0                          |
| Total                      | 2                          | 0                          |